# Десять с половиной баллов
Десять с половиной баллов или «10,5 баллов» (англ. 10.5) — американский мини-сериал режиссёра Джона Лафия, транслировавшийся со 2 по 3 мая 2004 года. Сюжет сосредоточен на серии катастрофических землетрясений на западном побережье США, приводящих к уничтожающему Южную Калифорнию землетрясению интенсивностью 10,5 баллов по шкале интенсивности землетрясения.
10,5 широко высмеивался рецензентами-геологами, тем не менее, фильм получил респектабельный рейтинг Nielsen. Reuters сообщило, что 20,4 млн зрителей посмотрело сериал.
Премьера продолжения «10,5: Апокалипсис» состоялась 21 мая 2006 года.

## Сюжет
Фильм начинается с того, как велосипедист ехал через Сиэтл (штат Вашингтон). Тем временем доктор Саманта Хилл проснулась от землетрясения. Велосипедист, тоже почувствовав землетрясение, остановился у Спейс-Нидл, которая постепенно обрастает трещинами. Впоследствии башня падает прямо на велосипедиста. Тот пытается отъехать от башни как можно дальше, но она его настигает. (По заявлению архитекторов башня должна выдерживать землетрясение силой в 9,1 балла).[значимость факта?]
Сила землетрясения в эпицентре оценена в 7,9 баллов. Доктор Хилл едет в лабораторию геологических исследований. Президент США Пол Холлистер и директор FEMA Рой Нолан осведомлены о прошествии в Сиэтле.
В 50 милях к востоку от Реддинга (штат Калифорния) целый поезд уходит под землю вследствие землетрясения 8,4 балла, погибают 120 человек. Губернатор Калифорнии Карла Уильямс проинформирована о землетрясении, губернатор Вашингтона соглашается помочь Калифорнии. Считается, что это остаточные толчки, но доктор Хилл считает иначе. Президент Холлистер советуется с Ноланом и приказывает созвать профессиональных геологов и сейсмологов. Саманта Хилл со своим напарником доктором Джорданом Фишером отправляются в Лос-Анджелес. Там Саманта обуславливает свою теорию о том, что землетрясение 8,4 балла было вторым землетрясением со своим эпицентром.
Кларк и Аманда Уильямс доехали до Браунинга, но города там не оказалось, вместо него было облако пыли и огромный обвал. Их машина попадает в зыбучие пески и тонет, отцу и дочери приходится идти пешком. Далее их подбирает грузовик и отвозит в палаточный лагерь. Тем временем губернатор Уильямс объявляет чрезвычайное положение.
Доктор Хилл отправляется в национальный заповедник Лассен-Пик в поисках убедительных доказательств своих теорий. Они находят на берегу одного из озёр парка трупы животных, отравившихся ядовитыми газами. Сами чуть не отравившись, они отправляются обратно в Лос-Анджелес, где Саманта узнаёт, что причиной землетрясений послужил глубокий сдвиг, затронувший не только разлом Сан-Андреас, и следующее землетрясение силой 9.2 балла происходит в Сан-Франциско, где под воду уходит мост Золотые Ворота, и чуть не погибает губернатор Калифорнии. Губернатор Уильямс пытается выбраться из под завалов, её спасают и отправляют в больницу города Карсон-Сити, штат Невада, где она просыпается в критическом состоянии, но её ассистентка Рейчел погибает ещё в здании.
После этих землетрясений доктор Хилл предсказывает мощное землетрясение в разломе Сан-Андреас, которое может уничтожить всё западное побережье. Саманта также предполагает, что ядерный взрыв может стабилизировать разлом. Президент Холлистер принимает решение о ядерном взрыве и созывает пресс-конференцию с обращением к народу. В штатах Вашингтон и Калифорния геологи и военные роют тоннели глубиной 324 футов для 6 ядерных зарядов. Но при закладке последней боеголовки происходит то землетрясение, которого все боялись. В результате не удаётся установить боеголовку на нужной глубине. Рой жертвует собой, чтобы запустить последнюю боеголовку. Землетрясение утихает, но ненадолго. Огромное землетрясение создаёт разлом, который уничтожает Лос-Анджелес и палаточный лагерь, магнитуда составила 10,5. С другой стороны шёл ещё один разлом, и они соединились, образовав остров на месте южной Калифорнии. Фильм заканчивается на словах президента о том, как эта катастрофа была тревожным сигналом всему миру, что люди не хозяева этой планеты.

## В ролях
- Ким Дилейни — доктор Саманта «Сэм» Хилл
- Дьюли Хилл — доктор Оуэн Хантер
- Фред Уорд — Рой Нолан
- Джон Шнайдер — Кларк Уильямс
- Кейли Куоко-Свитинг — Аманда Уильямс
- Бо Бриджес — президент Пол Холлистер
- Иван Сергей — доктор Зак Нолан
- Дэвид Кабитт — доктор Джордан Фишер
- Джон Кассини — Шон Моррис
- Ребекка Дженкинс — губернатор Калифорнии Карла Уильямс
- Кимберли Хоторн — Джилл Хантер

## Награды и номинации
Прайм-тайм премия «Эмми», 2004 год
- Номинация — Лучшие визуальные эффекты для мини-сериала (Ли Уилсон, Лиза К. Сепп, Себастьен Бержерон, Жан Лапойнт, Майкл Джойс и др.)

Австралийское общество кинематографистов, 2005 год
- Награда — Премия почёта (Дэвид Формен)

NAACP Image Award, 2005 год
- Номинация — Лучший актёр в мини-сериале (Дьюли Хилл)